# 진더 마할
진더 마할(Jinder Mahal, 본명: 유브라지 싱 데시 Yuvraj Singh Dhesi, 1986년 7월 19일 ~ )은 인도계 캐나다인 남자 프로레슬링선수이다. 2002년 프로레슬링에 입문했다. 피니시는 카라치 벨리 드라이버(데스 벨리 드라이버), 샌즈 오브 타임(파이어맨즈 캐리 더블 니 것 버스터), 풀 넬슨 슬램, 카멜 클러치, 암 트랩 넥브레이커, 칼라스(코브라 클러치 슬램)으로 사용한다.

## WWE 첫 활동
2011년 4월 29일 WWE 스맥다운에서 등장을 한다. 2012년 9월부터 3MB 멤버로 활동을 했으나 2014년 6월 19일 WWE로부터 방출통보를 받았다가 2016년 8월 1일 WWE RAW에서 히스 슬레이터와 RAW 계약권을 두고 펼쳐진 경기에서 승리하며 복귀한다. 2016년 12월 26일에는 감수성 훈련을 받았는데 옆에 앉은 엔조 아모레가 자꾸 튀는 행동을 해서 불만을 가진다. 마지막엔 수료증을 받고 나갔다가 금방 돌아와서 루세프와 함께 엔조를 공격 이후부터 루세프와 함께 다니다가 2017년 3월 5일 wwe 페스트 레인 2017에서 루세프한테 배신당했다. WWE 레슬매니아 33에서 앙드레 더 자이언트 추모 배틀로얄 매치 중에서는 마지막에 살아남았지만 끝내 모조 롤리한테 아쉽게 탈락 당한다. 그러나 이러다 보니 WWE 미들 카터를 상대 하려고 했지만 매우 지니깐 약골이 되었다. 그리고 2017년 4월 18일 WWE 스맥다운에서 식스팩 챌린지 WWE 월드 챔피언 넘버원 컨텐더 매치중에서 싱 브라더스도움으로 드디어 컨텐더로 꼽히게 되었다.

### 첫 WWE 챔피언 되다. 하지만
2017년 4월 25일 WWE 스맥다운에서 오턴한테 WWE 월드 챔피언을 훔치는 사건이 있었고 그리고 WWE 페이백2017에서 오턴에게 챔피언 벨트 샷을 날리고 간다. 2017년 4월 ~ 7월까지는 랜디 오턴하고 대립하다가 WWE 백래쉬2017에서 WWE 월드 챔피언을 거짓말처럼 얻게 되었다. WWE 머니 인 더 뱅크2017에서 승리하고 WWE 배틀 그라운드2017에서 펀자비 프리즌 매치중에서 더 그레이트 칼리의 도움으로 승리를 얻게 되며 타이틀을 방어를 하고 만다. 끝내 종결 후... WWE 2017년 8월 ~ 10월까지는 나카무라 신스케랑 대립을 했지만 섬머슬램 2017에서 신스케랑 대결했지만 그럼에도 WWE 월드 챔피언을 방어했다. WWE 헬 인 어 셀에서도 타이틀을 방어를 하면서 종결을 한다. 2017년 10월 17일 WWE 스맥다운에서 서바이벌 시리즈에서 대결할 예정인 브록 레스너를 지목한다는 중대 발표하던 도중에 AJ 스타일스가 난입을 하는 바람에 펠레 킥을 맞고 당하고 만다. 현재는 AJ 스타일스와 대립을 하고 있다가 2017년 11월 7일 진행된 WWE 스맥다운에서 AJ 스타일스에게 경기를 내주고 챔피언 벨트 마저 잃게되었다. (이건 WWE 서바이버 시리즈 2017에서 브록 레스너랑 대결할 예정이였는데... 결국은 인생의 망신을 당하고 만다.)그러다가 서바이버 시리즈가 끝나고 이제는 2017년 11월 ~ 12월까지도 AJ 스타일스랑 다시한번 대립을 하게 된다. 2017년 11월 28일 wwe 스맥다운에서 싱 브라더스라는 태그팀과 갑자기 배신을 하게 되었고 결국 그들은 갈라지게 되었다. 2017년 12월 17일 WWE 클래쉬 오브 챔피언스 2017에서 싱 브라더스를 데리고 AJ 스타일스와 경기를 가졌는데... 안타깝게도 끝내 타이틀을 되찾지 못했다. 그리고 두사람의 대립은 종결한다. 그리고 2017년 12월 26일 WWE 스맥다운에서 WWE US 챔피언 토너먼트 준결승전에 출전했고 타이 딜린저랑 맞붙었지만 이기고 만다. 2018년 1월 16일 WWE 스맥다운에서 재비어 우즈라는 상대로 결승을 올라가거나 그리고 결승 올라간 뒤... WWE 상대 선역은 바비 루드를 상대 했으나 패하게 되었다. WWE 로얄 럼블 2018에서 남자 로얄 럼블매치 중에서 참가를 했지만 아쉽게도 실패를 거두고 2018년 1월 30일 WWE 스맥다운에서 끝내 넘버원 컨텐더 매치를 참가를 했으나 실패를 거둔다. WWE 패스트 레인 2018에서 난입을 했지만 바비한테 글로리어스 DDT를 맞게 된다. WWE 레슬매니아 34에서 끝내 유나이티드 챔피언을 가져가게 되었다!!

### Raw에서 이적 하지만...
2018년 4월 16일 WWE 러에서 다음날 어느날 갑자기 제프 하디한테 경기를 내주고 등극한지 일주일만에 WWE 유나이티드 챔피언벨트를 잃게 되었다!! 그러다가 백 스테이지에서 인터뷰 중에 노 웨이 호세라는 선수가 등장해서 자기 신경질을 건들었으며 조롱을 당하기도 했다. 그리고 WWE 그레이시티드 로얄 럼블 2018에서 타이틀에 도전 했지만 결국 실패를 한다. 2018년 5월 ~ 6월까지는 로만 레인즈라는 대립을 하다가 WWE 머니 인 더 뱅크 2018에서 지고 만다

## 신체 사항
키 195.8cm
몸무게 105.7kg

## 수상
- ASW 태그팀 챔피언 (1회) - 가마 싱 주니어
- PWA 월드 헤비웨이트 챔피언 (2회)
- PWA 캐네디언 태그팀 챔피언 (1회) - 가마 싱 주니어
- 랭크드 넘버 148 오프 더 500 싱글즈 레슬러 인 더 PWI 500 인 2013
- 스템피드 레슬링 인터네셔널 태그팀 챔피언 (2회) - 가마 싱 주니어
- WWE 챔피언 (1회)
- WWE 유나이티드 스테이츠 챔피언 (1회)
- WWE 24/7 챔피언 (2회)